# Kapivar
Kapivar (latin: Hydrochoerus hydrochaeris), også kaldet flodsvin, er verdens største gnaver.
Kapivaren kommer fra Sydamerika, hvor den lever i skovområder nær floder og sumpe.
Kapivaren er både land- og vandlevende, og har derfor fødder med svømmehud. Kapivaren kan blive under vandet i op til 5 minutter, og kan på samme måde som flodhesten løbe på bunden.
Kapivaren har øjne og ører siddende meget højt oppe på hovedet, og på næseryggen sidder en sort skinnende duftkirtel, som er særligt udviklet hos hannen. Denne kirtel bruges til at afsætte duftspor, og især i yngleperioden bruger hannen tid på dette.
Hunnerne går sammen i grupper på op til 20 individer, med hunner af forskellig alder. Der er altid en hun i nærheden af ungerne, for at holde øje med evt. farer.
Navnet kapivar betyder: "herre over græsset". Dette kommer sig af, at de i de tidlige morgentimer og om aftenen, hen mod skumringen, græsser på store græsarealer, mens de i dagtimerne hovedsageligt holder sig i vandet, og spiser planterne der. 
Hunnerne er en del større end hanner. De bliver kønsmodne efter ca. 18 måneder og parringstiden er hele året.
- Størrelse: 50-62 cm over skuldrene, og 106-134 cm lange.
- Vægt: Fra 35-66 kg.
- Drægtig: 150 dage.
- Unger: 2-7 pr. kuld.
- Levetid: 5-10 år.

## Arter
- Hydrochoerus hydrochaeris Kapivar (Linnaeus, 1766)
- Hydrochoerus isthmius Panama kapivar Goldman, 1912

## Billedgalleri
- Kapivar med rovfuglen lys caracara på hovedet.
- Kapivar med unger i den beskyttede del af Rio Tietê.